# Dresdner Straße
Dresdner Straße – stacji metra w Wiedniu na Linia U6. Została otwarta 4 maja 1996. 
Znajduje się w 20. dzielnicy Wiednia, Brigittenau. Nazwa stacji pochodzi od Dresdner Straße, nawiązującej do stolicy Saksonii, Drezna.